# Чернозёрье (озеро)
Чернозерье — озеро в Вёскинской волости Новоржевского района Псковской области, на границе с Порховским районом. Расположено на Судомской возвышенности.
Площадь — 2,1 км² (209,5 га, с островами — 221,4 га). Максимальная глубина — 4,5 м, средняя глубина — 2,0 м.
На берегу озера расположены деревни Казариново, Складнево.
Проточное. Относится к бассейну рек-притоков: Милья, Сороть, которые, в свою очередь, относятся к бассейну реки Великая.
Тип озера плотвично-окуневый. Массовые виды рыб: щука, плотва, окунь, ерш, карась, линь, густера, уклея, лещ, густера, красноперка, налим, пескарь, щиповка, вьюн; широкопалый рак (единично).
Для озера характерны: отлогие и низкие, частью заболоченные берега, илисто-песчаное дно, есть сплавины, в прибрежье — леса, луга.